# 그라시아스아디오스주

그라시아스아디오스 주의 위치

그라시아스아디오스주(스페인어: Gracias a Dios)는 온두라스 동부에 위치한 주로 주도는 푸에르토렘피라(1975년까지는 브루스라구나(Brus Laguna))이며 면적은 16,630km2, 인구는 76,278명(2005년 기준)이다. 주 이름은 스페인어로 "하느님께 감사한다"를 뜻한다. 1957년 콜론 주와 올란초 주의 일부를 통합하여 신설되었으며 6개 지방 자치체를 관할한다. 남쪽으로는 니카라과와 국경을 접한다.